# أودي اس 4
أودي اس 4 (بالإنجليزية: Audi S4)‏ هي سيارة رياضية من صناعة أودي أنتجت في 1991.